# Сан-Педру (Торриш-Новаш)
Сан-Пе́дру (порт. São Pedro) — район (фрегезия) в Португалии, входит в округ Сантарен. Является составной частью муниципалитета Торриш-Новаш. По старому административному делению входил в провинцию Рибатежу. Входит в экономико-статистический субрегион Медиу-Тежу, который входит в Центральный регион. Население составляет 5708 человек на 2001 год. Занимает площадь 9,25 км².